# 아그텔레크 국립공원

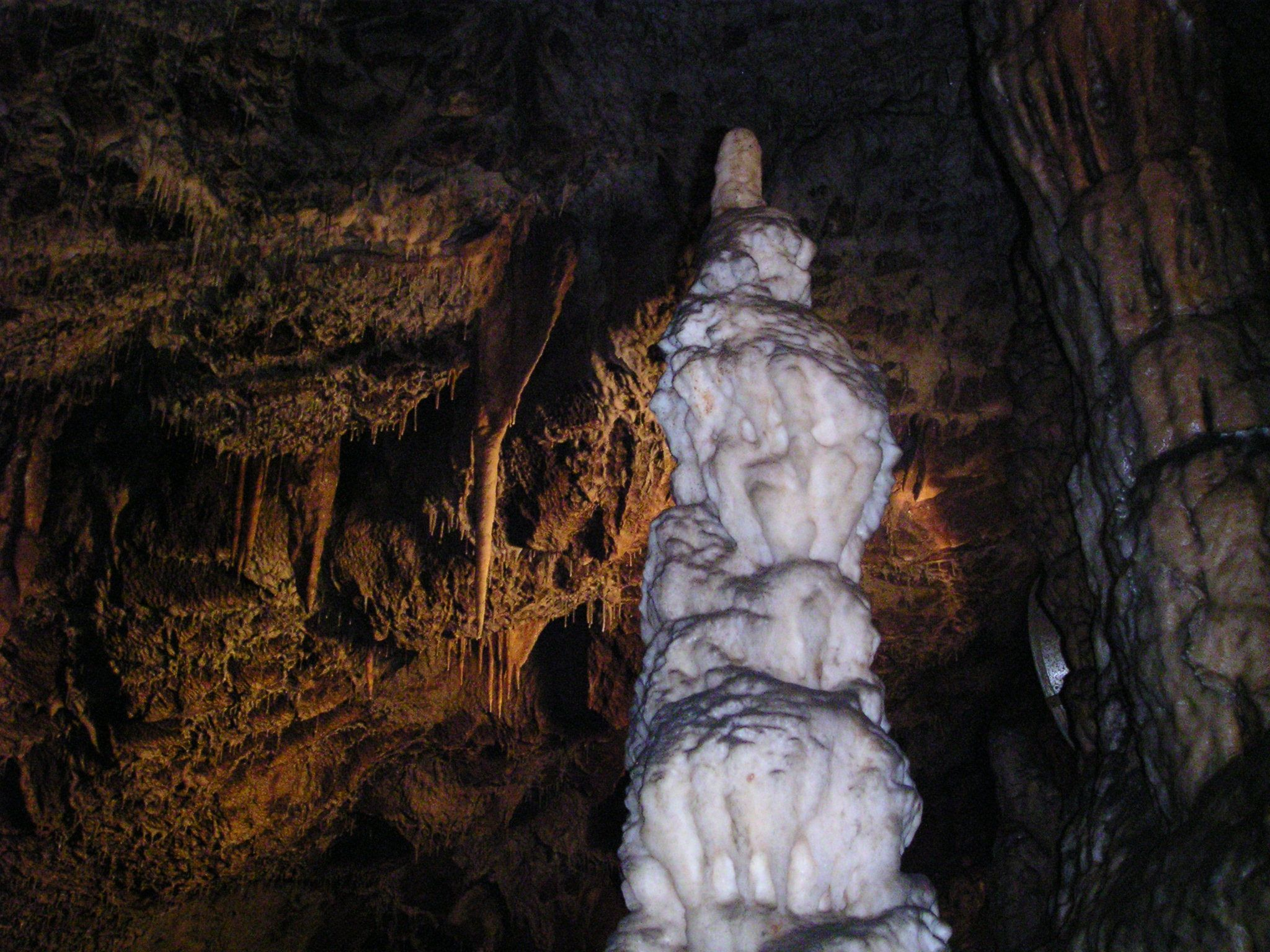

아그텔레크 국립공원(Aggtelek National Park, 헝가리어: Aggteleki Nemzeti Park)은 헝가리 북부 아그텔레크 카르스트 지역에 있는 국립공원이다. 국립공원의 가장 중요한 가치는 석회암 지형의 특별한 표면 형성물과 동굴이다.

## 설명
이 공원은 다양한 크기의 280개 동굴로 구성되어 있다. 총 면적은 198.92km2이며 그 중 39.22km2는 강화된 보호를 받고 있다. 이 지역에는 유럽에서 가장 큰 종유석 동굴이 있다. 바로 바라들라(Baradla) 동굴(길이 26km, 그 중 8km는 슬로바키아에 있으며 도미카(Domica)라는 이름으로 알려짐)이다. 여러 동굴에는 서로 다른 전문 분야가 있다. 예를 들어, 평화 동굴에는 천식으로 고통받는 사람들을 치료하는 데 도움이 되는 요양소가 있다.